# Lorenz Höbarth
Lorenz Höbarth (* 14. September 1991 in Linz) ist ein österreichischer Fußballtorwart.

## Karriere
Höbarth begann seine Karriere beim LASK. 2004 kam er in die AKA Linz. Im Jänner 2009 wurde er Kooperationsspieler bei den Amateuren des LASK. Ab der Saison 2009/10 spielte er schließlich fest beim LASK. Im Juli 2009 stand er erstmals im Kader der Bundesligamannschaft.
Bei den Linzern kam er allerdings auf keinen Profieinsatz und so wechselte er zur Saison 2011/12 zum Regionalligisten Union St. Florian. Nach 59 Spielen für St. Florian in der Regionalliga Mitte schloss er sich im Sommer 2013 dem Bundesligisten SV Ried an. Sein Debüt in der Bundesliga gab er im Dezember 2013, als am 21. Spieltag der Saison 2013/14 gegen den FK Austria Wien in der Startelf stand.
Zur Saison 2015/16 wechselte er zum fünftklassigen  ASKÖ Oedt. Mit Oedt konnte er zu Saisonende in die OÖ Liga aufsteigen.
Im Jänner 2017 wechselte er zum Bundesligisten SKN St. Pölten. Nach der Saison 2016/17 verließ er St. Pölten.
Nach einem Jahr ohne Verein wechselte er zur Saison 2018/19 zur viertklassigen Union Weißkirchen.